# Shankill Road

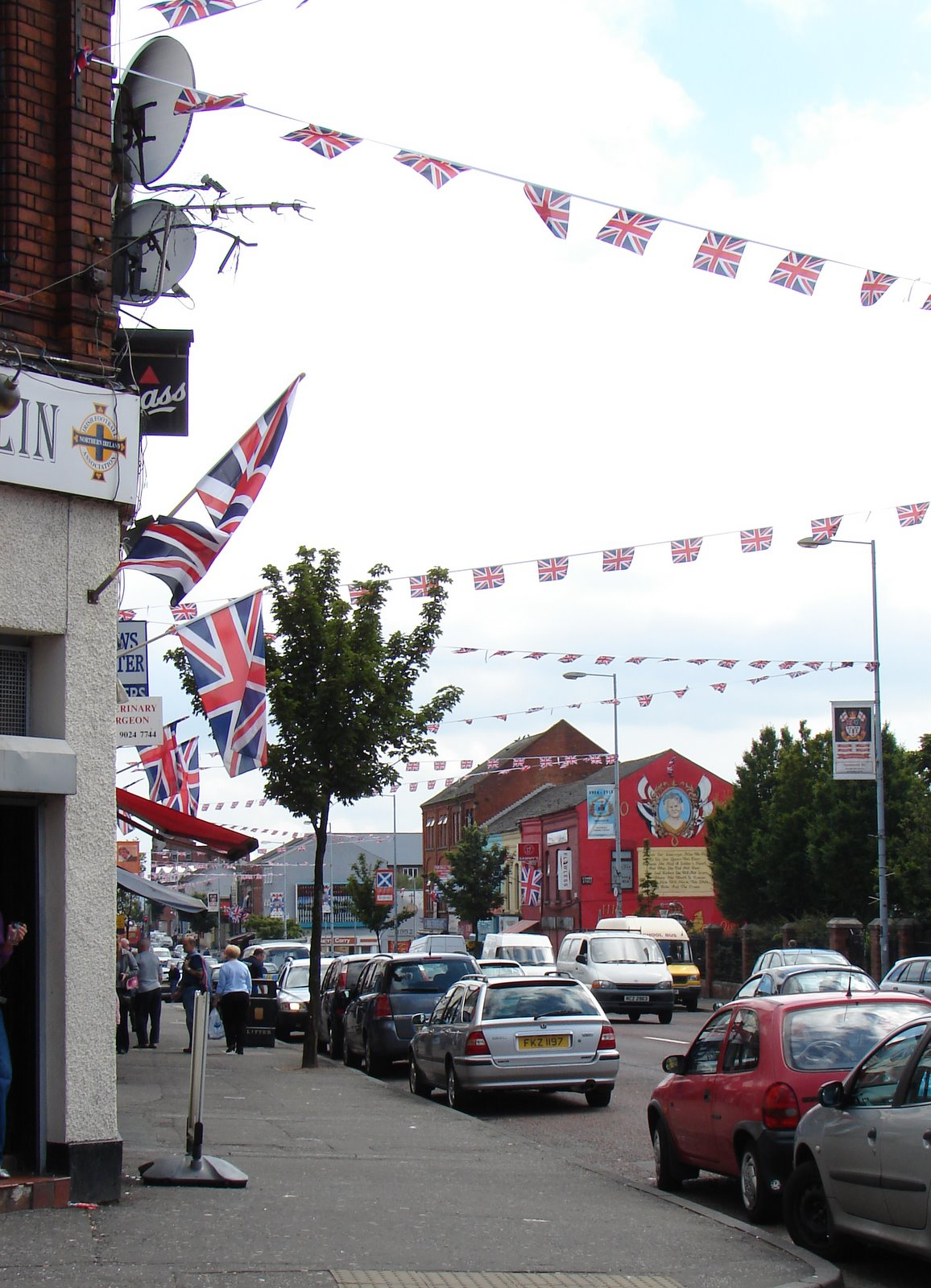
Fahnenschmuck in der Shankill Road in der Jahreszeit der Oranierumzüge.

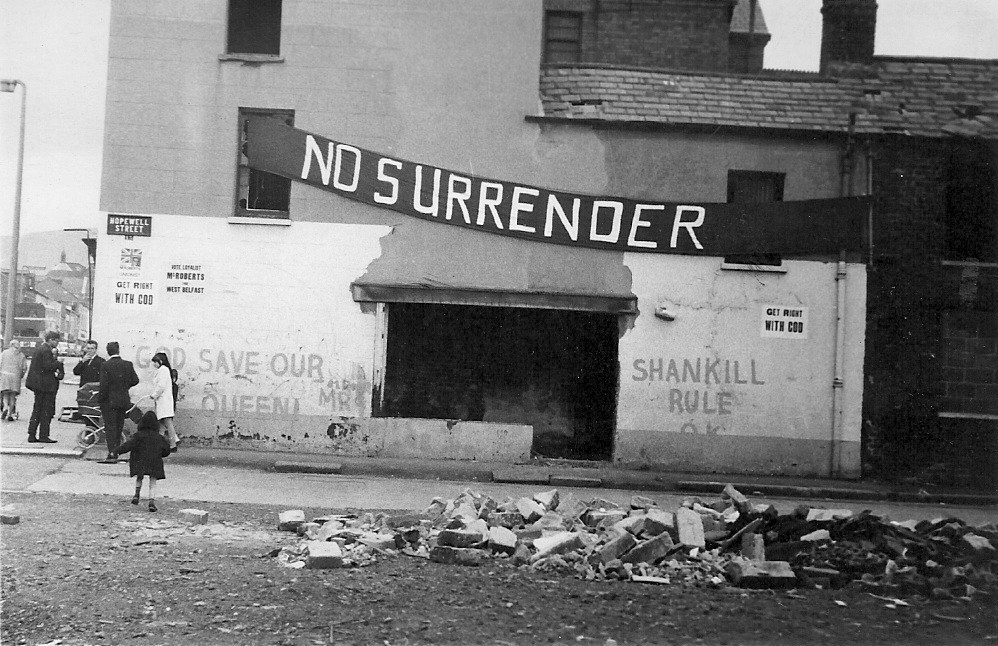
Shankill Road um 1970 während des Nordirlandkonflikts.

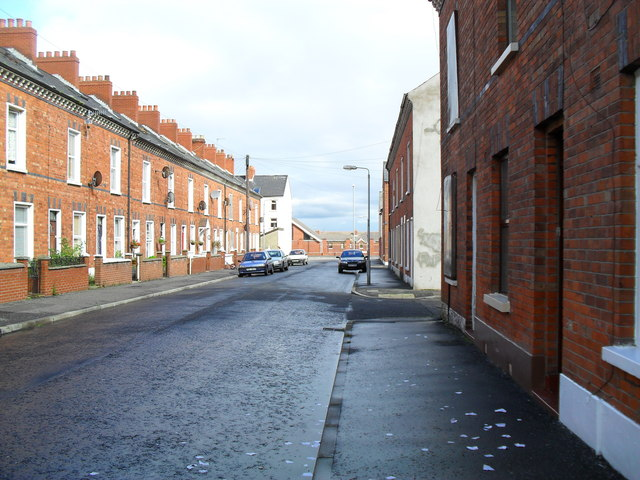
Eccles Street im Gebiet der Shankill Road. Eine der wenigen noch nicht sanierten Straßen (2009).

Die Shankill Road (irisch Bóthar na Seanchille) ist eine zentrale Straße in Belfast. Sie erhielt ihren Namen vom  protestantisch-britisch geprägten Stadtteil The Shankill, eine der Hochburgen der für die Zugehörigkeit Nordirlands zum Vereinigten Königreich eintretenden Unionisten (siehe Nordirlandkonflikt).

## Geschichte
Die ersten Einwohner der Gegend siedelten am Zusammenfluss des Ballygomartin River und des Forth River in einer Ringfestung. Die Shankill Road geht auf einen alten Verbindungsweg zwischen den Countys Antrim und Down zurück und erhielt ihren Namen 1831; der Name The Shankill ist eine Anglisierung des irischen An tSeanchill, was „die alte Kirche“ bedeutet – frühe schriftliche Aufzeichnungen aus dem 13. Jahrhundert geben an, dass sich auf dem Shankill-Friedhof die erste christliche Kirche im Großraum des heutigen Belfast befunden habe; der Überlieferung nach soll St. Patrick die ursprüngliche Kirche 455 während einer Pilgerreise zum Berg Slemish gegründet haben. Im Mittelalter wurde an diesem Ort eine Kirche für die bis nach Greencastle im Norden und Malone im Süden reichende Gemeinde gebaut, die während der Reformation außer Gebrauch kam und danach für drei Jahrhunderte in Ruinen lag. Der Friedhof selbst war jahrhundertelang der Hauptfriedhof Belfasts und ist über 1500 Jahre alt. Er wurde vermutlich schon in vorchristlichen Zeiten genutzt, wie der 1855 gefundene Bullaun Stone nahelegt, der vermutlich für Rituale der keltischen Druiden benutzt wurde. 1869 wurde die City Cemetery eröffnet, und der Shankill-Friedhof verlor seinen Status. Einige bekannte Persönlichkeiten liegen hier begraben, darunter William Sterling oder Isaac Nelson. Der älteste bestehende Grabstein geht auf 1685 zurück.
In der frühen zweiten Hälfte des 19. Jahrhunderts wurde Shankill zu einem Zentrum der Leinenproduktion. 1861 bestanden bereits 32 Mühlen, von denen sich die meisten um Shankill und Falls Road befanden. Zudem waren viele Menschen in die Stadt gekommen, um der Hungersnot von 1845 bis 1849 zu entkommen. Diese beiden Faktoren führten zu einem wachsenden Bedarf an Wohnungen, das von den Leinenindustriellen mit dem Bau von zweistöckigen Häusern mit drei Schlafzimmern, einer Küche und gemeinsam genutzten Toiletten befriedigt wurde. Diese Häuser waren von niederer Qualität; die meisten wurden innerhalb von 20 Jahren nach dem Bau wieder abgerissen. Zu den niedrigen Industrielöhnen kam, dass die Bautätigkeiten nicht mit der Einwanderung Schritt halten konnten und so bis zu drei Familien in einem Haus leben mussten. Die Menschen, die in die Shankill Road kamen, waren vor allem Menschen aus dem County Antrim im Norden, während die Falls Road von Katholiken aus dem Westen besiedelt wurde. Diese Nachbarschaft führte im 20. Jahrhundert zu großen Konflikten.
Bis 1890 war der Großteil des Shankills bebaut, so dass das angrenzende Woodvale-Quartier entstand. 1888 öffnete der Woodvale-Park, um den Einwohnern des dicht besiedelten Shankills eine Freifläche zu bieten. Um die Jahrhundertwende nahm die Bedeutung der Maschinen- und Schiffbauindustrien zu; Firmen wie die Werft Harland & Wolff boten weitere Arbeitsmöglichkeiten.
Während des zweiten Jahrzehnts des 20. Jahrhunderts traten viele Einwohner des Shankill in die Ulster Volunteer Force ein, um sich mit militanten Mitteln gegen die Home Rule zu wehren. Die UVF trat mit dem Beginn des Ersten Weltkrieges in die 36th Ulster Division der britischen Armee ein und wurden als West Belfast 9th Bataillon Royal Irish Rifles Anfang Juli 1916 in der Schlacht an der Somme eingesetzt. Von 760 Männern vom Shankill, die in dem Regiment kämpften, kehrten nur 76 zurück.
Mit der Wirtschaftskrise der 1930er Jahre wurde die Arbeitslosigkeit erdrückend. Ein Resultat davon war, dass sich die Einwohner der Shankill und der Falls Road im Oktober 1932 zum ersten und einzigen Mal zusammentaten, um der damaligen Regierung Widerstand zu leisten. Im Zweiten Weltkrieg kamen über 100 Menschen bei nächtlichen Bombardements der deutschen Luftwaffe, dem „Belfast Blitz“, dieser galt den Industrieanlagen in Belfast, welche für das britische Militär Rüstungsgüter produzierten, ums Leben.
Mit der zweiten Hälfte des 20. Jahrhunderts kamen neben einem Niedergang der Leinen-, Schiffbau- und Maschinenbaugewerbe und der darauf folgenden Arbeitslosigkeit auch der Nordirlandkonflikt. In den 1960er Jahren sank die Bevölkerung des Shankill von 76.000 auf 26.000 und bis in die 1990er Jahre kam es regelmäßig zu Bombenattentaten und Schießereien. Heute wird das Viertel eingehend erneuert, bleibt aber mit regelmäßigen Märschen ein Zentrum des pro-britischen Unionismus in Nordirland.